# Alfredo Pieroni
Alfredo Pieroni, né le 14 mai 1923 à Trieste, en Frioul-Vénétie Julienne, et mort le 28 septembre 2011 à Trente, est un journaliste et écrivain italien, notamment au quotidien Il Resto del Carlino de mars 1975 à mars 1977.

## Biographie
Né à Trieste en 1923, il déménage à Rome avec sa famille, où il termine ses études et obtient son diplôme. Il commence à travailler comme journaliste au Corriere della Sera, au Resto del Carlino et à la Gazzetta del Popolo.
Il s'installe à Bonn, ensuite à Londres comme correspondant de La Settimana Incom illustrata (it) où il rencontre, en 1958, Oriana Fallaci avec qui il noue une relation amoureuse. De retour en Italie, de 1975 à 1977, il devient directeur du Resto del Carlino.
Pieroni meurt en 2011 et est enterré au cimetière monumental de Trente.

## Publications
- Alfredo Pieroni, Dizionario degli italiani che contano, Milano, Sperling & Kupfer (it), 1986.
- Alfredo Pieroni, E se USA e URSS si alleassero?, Milano, Sperling & Kupfer, Collana "SAGGI", 1988.
- Alfredo Pieroni, I russi. L'anima e la storia di un popolo, Milano, Mondadori, 1992.
- Alfredo Pieroni, Perché le sinistre non vinceranno mai più a meno che, Milano, Longanesi & Co, 1996.
- Alfredo Pieroni, Il figlio segreto del Duce. La storia di Benito Albino Mussolini e di sua madre, Ida Dalser, Milano, Garzanti  (ISBN 9788811600503)[4], 2006.